# Pietro Giovanni Motterlini
Pietro Giovanni Motterlini (6 gennaio 2004) è uno sciatore alpino italiano.

## Biografia
Specialista delle prove tecniche originario di Milano e attivo dal novembre del 2020, Motterlini ai Mondiali juniores di Sankt Anton am Arlberg 2023 ha vinto la medaglia d'argento nella gara a squadre; ha debuttato in Coppa Europa il 6 febbraio 2023 a Folgaria in slalom gigante, senza completare la prova. Non ha esordito in Coppa del Mondo e non ha preso parte a rassegne olimpiche o iridate.

## Palmarès

### Mondiali juniores
- 1 medaglia:
  - 1 argento (gara a squadre a Sankt Anton am Arlberg 2023)